# Thamarak Isarangura
Thammarak Isarangkura na Ayuthaya (en tailandés:ธรรมรักษ์ อิศรางกูร ณ อยุธยา) (22 de julio de 1938) es un militar, político y cofundador de la organización política tailandesa Thai Rak Thai. Ministro de Defensa del país hasta el golpe de Estado en Tailandia el 19 de septiembre de 2006. Fue depuesto y forzado a esconderse.
Graduado en Ciencias por la Real Academia Militar de Chulachomklao en 1963. Desarrolló su labor en el Ejército Tailandés en los servicios de inteligencia, llegando a ser Comandante general del Centro de Seguridad de las Fuerzas Armadas y Ayudante Especial del Comandante Supremo del Cuartel General.
Vice primer ministro en 2004 y Ministro de Defensa desde el 11 de marzo de 2005 hasta su desaparición con el golpe de Estado del 19 de septiembre de 2006.